# L'Haÿ-les-Roses
L'Haÿ-les-Roses é uma comuna francesa localizada no departamento do Vale do Marne, na região da Ilha de França, aproximadamente a 5,5 km do centro de Paris. É a sede do arrondissement de L'Haÿ-les-Roses.

## Toponímia
Foi em 1914 que L'Haÿ começou a se tornar L'Haÿ-les-Roses, honrando assim a notoriedade e a beleza excepcional de sua roseira criada por Jules Gravereaux entre 1892 e 1894 (a Roseira do Vale do Marne). Após a votação do conselho municipal na data de 22 de Outubro de 1912 (que cita uma homofonia com a comuna de Lagny, distante cinquenta quilômetros, que se tornará Lagny-sur-Marne em 1971), um decreto presidencial é assinado em 10 de maio de 1914. O Presidente Raymond Poincaré e Jules Gravereaux eram amigos, de modo que não se sabe se era o prefeito, o rodólogo ou o presidente que teve a iniciativa para esta mudança de nome, que interveio pelo vigésimo aniversário da roseira. O tempo entre a decisão do conselho municipal e o decreto pode ser explicado pelo fato de que as rosas florescem em maio, o evento foi organizado no início de maio.

## História
Após o fim do Império Romano do Ocidente, Clóvis I, rei dos Francos e convertido ao cristianismo, tenha distribuído uma parte importante das terras no atual subúrbio parisiense para a Igreja de Paris, onde fica o território de L'Haÿ-les-Roses.
O mais antigo documento confirmando os direitos da Igreja de Paris sobre as terras de Laiacum é uma carta de Carlos Magno datada de 798.
O nome de Laiacum ou Lagiacum, que designa, na Idade Média, L'Haÿ-les-Roses, poderia evocar um antigo proprietário desse território, um Romano de nome Lagius. Ao longo dos séculos, a pequena vila de Lay se desenvolveu, a partir da rue Tournelles, a mais antiga rua da comuna e se tornou L'Haÿ.
O édito de 25 de junho de 1787 reuniu em um único município as paróquias de Chevilly e Lay. Em 14 de Abril de 1789, uma lista de reclamações comum foi redigida para as duas paróquias. Se a lei de 14 de Dezembro de 1789 criou as Comunas, foi apenas em 17 de março de 1793 que as duas paróquias antigas foram erigidas em comunas distintas.
Durante o Cerco de Paris, e especialmente em 29 de novembro de 1870 L'Haÿ foi o desafio de um combate de desvio sob o grande ataque de Champigny.
Em 20 de março de 1927, Nestor Makhno organiza um congresso internacional anarquista na cidade. Todos os participantes foram presos pela polícia.
A comuna participa do crescimento industrial através do desenvolvimento das pequenas fábricas relacionadas com a natureza argilosa de seu solo : estucadores, pedreiras e especialmente duas olarias que empregaram várias centenas de pessoas até a década de 1950. No início do século XXI, a cidade tem o objetivo de reviver este material natural, acolhedor e ecológico como testemunhado na nova prefeitura.

## Personalidades ligadas à comuna
- Pierre Gandon (1889-1990), desenhador e gravador de selos.
- Jules Gravereaux (1844-1916), rodólogo, criador da roseraie du Val-de-Marne.
- Franck Lagorce (1968), ex-piloto da Fórmula 1.
- Clémence Poésy (1982), atriz.
- Alaixys Romao (1984), jogador de futebol.
- Jean de Dunois (1468), companheiro de armas de Joana d'Arc, foi um dos capitães franceses durante a Guerra dos Cem Anos.